# Соня Мармеладова
Со́фья Семёновна Мармела́дова, чаще просто Со́ня — персонаж романа Фёдора Достоевского «Преступление и наказание». На страницах романа она появляется впервые в рассказе при знакомстве с Родионом Раскольниковым в распивочной.
Представляет типаж «шлюхи с золотым сердцем» («Манон Леско», «Дама с камелиями», «Травиата», «Пышка», «Красотка» и т. д.), который был особенно популярен во французской литературе середины XIX века.

## Жизнь Сони
Дочь Семёна Захаровича Мармеладова, титулярного советника, спившегося бывшего чиновника, падчерица Катерины Ивановны Мармеладовой, сводная сестра Полины, Коли и Лидочки-Лёни. Верующая.
Соню и Раскольникова объединяет то, что оба они, руководствуясь разными мотивами, преступили евангельские заповеди. Она вынуждена заняться проституцией, поскольку иных способов добыть средства к существованию её семья не находит. Встретив Родиона Раскольникова, находит в нём родственную душу и, когда его приговорили к каторге, добровольно едет, подобно жёнам декабристов, в Сибирь вслед за ним.
Портрет Сони даётся в следующих сценах:
- в сцене смерти Мармеладова,
- в сцене, изображающей её появление у Раскольникова, когда у него находились мать Пульхерия Александровна, сестра Авдотья Романовна, бывший студент и приятель Раскольникова Разумихин, приятель Разумихина доктор Зосимов,
- в сцене чтения Евангелия (глазами Раскольникова).

## В кинематографе
- 1935 — «Преступление и наказание[англ.]» — роль Сони сыграла Мэриан Марш
- 1969 — «Преступление и наказание» — роль Сони сыграла Татьяна Бедова
- 2007 — «Преступление и наказание» — роль Сони сыграла Полина Филоненко
- 2024 — «Преступление и наказание» — роль Сони сыграла Алёна Михайлова